# Балиев, Никита Фёдорович
Ники́та Фёдорович Бали́ев (арм. Նիկիտա Բալիև, имя при рождении — Мкртич Балян,  28 сентября 1877, Ростов-на-Дону, Область Войска Донского, Российская империя — 4 сентября 1936, Нью-Йорк, США) — актёр, режиссёр и конферансье, основатель и директор пародийного московского театра «Летучая мышь», французского Le Théâtre de la Chauve-Souris и бродвейского Chauve-Souris. Брат Г. Ф. Балиева, муж Мары Крэг и Елены Балиевой.

## Биография
Родился в сентябре 1877 года в Ростове-на-Дону (по другим сведениям — в Эрзуруме), в армянской семье.
Окончил Московскую коммерческую академию (1896), но его страстью и призванием был театр. Он стал пайщиком Московского художественного театра и секретарём Владимира Ивановича Немировича-Данченко. В театральных постановках он создал несколько запоминающихся ролей: Бык в «Синей птице» М.Метерлинка, Розен в «Борисе Годунове» А.Пушкина, Гость Человека в спектакле «Жизнь Человека» Л.Андреева.
Но самым сочным и характерным стал образ Хлеба в пьесе Мориса Метерлинка «Синяя птица», которую поставил на сцене МХАТа Станиславский 13 октября 1908 года.

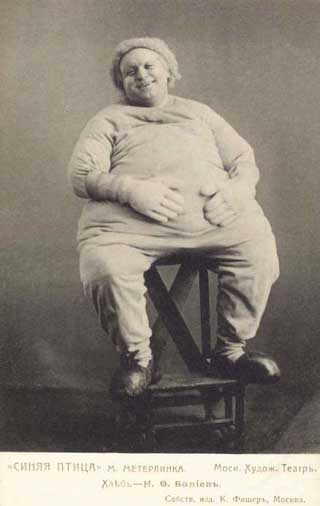
Никита Балиев в роли Хлеба в спектакле «Синяя птица», 1908

С пародии на этот легендарный спектакль началась жизнь театрального кабаре «Летучая мышь». В спектакле за птицей следовали Константин Сергеевич Станиславский и Немирович-Данченко. На премьеру 18 октября 1908 года в небольшой артистический подвал пригласили 60 гостей и напечатали объявление в газете «Русское слово»:

«Интимный „кабачок“ друзей художественного театра открывается в воскресенье» 
Все начинания Балиева поддерживал его друг и меценат Николай Тарасов, про которого Н. Е. Эфрос писал:

«Изящный юноша с бархатными глазами на красивом матовом лице. Он обладал тонким вкусом и счастливой внешностью. Судьба была на редкость милостива и щедра к нему…»
За семь месяцев до описываемых событий 29 февраля 1908 года Балиев и Тарасов спустились в слабо освещённый подвал дома Перцова. Николай Тарасов арендовал подвал, актёры Художественного театра В. И. Качалов, О. Л. Книппер-Чехова, И. М. Москвин, Г. С. Бурджалов и Алиса Коонен подписали соглашение на открытие актёрского клуба и заверили бумагу в городском присутствии.
Воплотив свою мечту о собственном театре, Никита Балиев открыл интимный клуб для актёров МХАТа, который очень скоро вырос в знаменитый московский камерный театр с постоянной труппой, а после эвакуации из революционной России, в яркое ревю — представления на Бродвее.
В десятилетней биографии кабаре Н. Е. Эфрос описал историю зарождения театра в России:

«Художественный театръ — серьёзнейший театръ, съ героическимъ напряжѣниемъ, въ бурленіи творческихъ силъ разрешающій самыя сложныя сценическія проблемы. Но у актеровъ этого театра — и большая любовь къ юмору, большой вкусъ къ шуткѣ. Они всегда любили смех. Выход этому должна дать „Летучая мышь“, вот настроенья, мысли и цѣли, съ которыми Н. Ф. Баліев и Н. Л. Тарасовъ, сгруппировав вокруг себя товарищей по театру, арендовали подвал и подвесили къ его серому сводчатому потолку летучую мышь. Место отдыха людей — царство привольной, но красивой шутки, и подальше от посторонней публики» — Н. Е. Эфрос, 1918.
Через полтора месяца подвал дома Перцова, в котором располагалось театральное кабаре, был затоплен. Апрель 1908 года выдался тёплым, несколько дней подряд лил дождь и снега растаяли. Уровень воды в Москве-реке поднялся, и она выступила из берегов .
После восстановления театрального помещения труппа Балиева возобновила свои представления, и театр жил в этом уютном и мистическом доме до конца 1909 года, показав 18 октября 1908 года пародию на «Синюю птицу»; отпраздновав свой юбилей 19 марта 1909 года, с участием А. Л. Вишневского, Н. А. Андреева и А. В. Собинова; и устроив незабываемую «новогоднюю ёлку» 23 декабря 1909 года. 

«Летучая мышь продержалась полтора коротких театральных сезона в своём первоначальном помещении, испытав весной опустошение от разбушевавшихся вод Москвы-реки»
10 февраля 1910 года в подвале дома № 16 в Милютинском переулке состоялось первое платное представление в пользу нуждающихся артистов театра, и с этого времени «Летучая мышь» становится ночным театральным кабаре для платной публики. В репертуаре театра были пародии, включая незабываемую буффонаду Николая Тарасова про «Наполеона и его пропавшего шофёра» и пародию на спектакль Малого театра «Мария Стюарт», показанную в ночь с 5 на 6 ноября 1910 года. Быть может, этот вечер стал последним весёлым праздником, 13 ноября 1910 года Николай Тарасов застрелился. Спектакли были отменены по случаю этой трагедии.
В 1912 году в театре поставили «Пера Гюнта», а в 1913 году пародию «Сорочинская Елена» — на премьеры Свободного театра «Сорочинская ярмарка» К. Марджанова и «Прекрасная Елена» А. Таирова, а также множество импровизированных пародий и миниатюр.
В 1915 году «Летучая мышь» переехала в подвал доходного дома № 10 в Большом Гнездниковском переулке. Дом, построенный архитектором Нирнзее называли небоскрёбом.
Продавались билеты, анонсировались спектакли, выпускались рецензии в газетах и журналах. С этого момента исчезла обстановка варьете. Репертуар театра был очень большим и разнообразным.
Большевистский переворот изменил аудиторию театра, большевистская пресса называла стиль театра не иначе, как «разлагающимся бытом». Однажды Никита Балиев был арестован на трое суток и подвергнут штрафу в 100 000 рублей «за нарушение комендантского часа». Началась совсем другая жизнь с выступлениями в железнодорожных депо для рабочих и концертами по частям Красной Армии. Но Балиев был весёлым и заботливым человеком, умевшим собирать вокруг себя людей. Он сумел вывезти бо́льшую часть труппы в Европу, затем в Америку .
Помогли ему антрепренёры сэр Чарльз Блейк Кокрэн и Моррис Гест . Компания «Le Théâtre de la Chauve-Souris» выступала в театре Феми́на, записывала пластинки на студии «Columbia Graphophone Company» с оркестром театра «Водевиль» и прославилась на весь мир, во многом благодаря энергии Никиты Балиева и киноплёнкам, запечатлевшим эти выступления. Ли де Форест показал свой фонофильм «La chauve souris» в «Rivoli Theater» 15 апреля 1923 года.
Никита Балиев подружился с американскими драматургами общества «Круглого стола» (англ. Algonquin Round Table). В один апрельский вечер 1922 года был показан спектакль «No Sirree!». В музыкальных вечерах участвовали Роберт Шервуд, Таллула Бэнкхед и Хелен Хейз.

В сезоне 1922 года «Chauve-Souris» показала на Бродвее 153 представления в «Forty-Ninth Street Theatre», с оформлением и костюмами Николая Ремизова и Сергея Судейкина.
В программе был знаменитый «Парад деревянных солдатиков» Леона Есселя, с декорациями и костюмами Мстислава Добужинского. 
После гастролей по Южной Америке труппа вновь вернулась в Европу. «Летучая мышь» уже называлась театральной компанией — La Chauve-Souris compagnie théâtrale (фр.), и представляла спектакли на сцене парижского театра «Фемина» с 1923 по 1933 годы.
С 14 января по 7 марта 1925 года «Chauve-Souris» выступала на Бродвее, на сцене «Forty-Ninth Street Theatre», и с 10 октября по 17 декабря 1927 года на сцене «Cosmopolitan Theatre» компания Балиева дала 80 представлений.
В 1926 году вышел в прокат фильм Ралфа Бартона с участием Никиты Балиева, «Camille: The Fate of a Coquette», литературным источником которого стал роман «Дама с камелиями» .
В 1928 году Никита Балиев был награждён орденом Почетного легиона. Он участвовал в творческих вечерах Тэффи, Дон-Аминадо и Мунштейна.
С 1 апреля 1928 года труппа выступала в «Sam S. Shubert Theatre». В программе принимала участие балерина Тамара Жева.
С 22 января по 4 марта 1929 года начались выступления в «Jolson’s 59th Street Theatre» , а с 21 октября по ноябрь 1931 года представления в «Ambassador Theatre» труппы «New Chauve-Souris», затем состоялись гастроли в Лондоне.
В 1931 году Балиев поставил инсценировку «Пиковой дамы» по А. С. Пушкину в парижском театре «Madeleine». Сценографию и эскизы костюмов сделал Ф. Ф. Комиссаржевский.
В Париже Балиев создал «Театр русской сказки»en français?, а в 1934 году вернулся в США.
Первой женой Никиты Балиева была молодая актриса Зоя Карабанова , известная в России как Мара Крэг, звезда немого кино производства компании Иосифа Ермольева, а затем актриса голливудских фильмов — Madame Karabanova.
Второй женой Балиева стала Елена Коммисаржевская. Молодую женщину, полную отчаяния из-за покинувшего её мужа Фёдора Комиссаржевского, Никита Балиев подобрал у лондонского моста Ватерлоо и обвенчался с ней на корабле, держащего путь на северо-американский континент.
Судьбы у этих актрис были разными; Зоя Карабанова прошла яркий звёздный путь, завершившийся в Голливуде в 60 лет.
Mme. Komisarjevskaia обрела своё счастье, став Mrs. Elene Balieff. Она оставила актёрское ремесло, пережив внезапную кончину на пике славы Никиты Балиева. Елена Аркадьевна руководила балетной школой, а последние свои годы жила при Ново-Дивеевском монастыре, там и скончалась в 86 лет.
3 или 4 сентября 1936 года легендарный конферансье и энергичный театральный антрепренёр внезапно умер, это случилось в Нью-Йорке.
Никита Балиев похоронен на кладбище Маунт Оливет, Лонг-Айленд.

## Фильмография
- Nikita Balieff (1877–1936) (англ.) на сайте Internet Movie Database
- La chauve souris (англ.) на сайте Internet Movie Database, 1923. Презентация под названием «De Forest to Film Chauve Souris Story» фильма Ли де Фореста состоялась в «Rivoli Theater» 15 апреля 1923 года.[30]
- Camille (англ.) на сайте Internet Movie Database, 1926 — фильм Ралфа Бартона[англ.] назывался «Camille: The Fate of a Coquette»[англ.], его литературным источником был роман «Дама с камелиями». [~ 9]
- Никита Балиев играл в фильме «Once in a Blue Moon» (1935, Бен Хект)[32][33]

## Комментарии
1. ↑  «Синяя птица должна быть наивна, проста, легка, жизнерадостна, весела и призрачна, как детский сон и, вместе с тем, величава» — К. С. Станиславсккий
2. ↑  «Два-три тёплых дня кряду и несколько дождей сразу настолько дружно продвинули таяние снегов и разрыхлили лёд, что быстрый и многоводный разлив реки Москвы был уже вне сомнения»[7][11]
3. ↑  Никита Балиев разделил историю театра на две эпохи — допотопную и послепотопную, границей между которыми было прошлогоднее московское наводнение[9][12]
4. ↑  В этом помещении сейчас театр РАТИ-ГИТИС
5. ↑  Alma Law. «Nikita Balieff and the Chauve-Souris». Cambridge University Press.[14]
6. ↑  «Morris Gest takes great pleasure in presenting Balieff's Chauve-Souris new international revue : direct from the Apollo Theatre, Paris, and New York : twenty-first year, fifth trip to America, sixth season in America, seventh wholly new program in America, Chauve-Souris new international revue»[15]
7. ↑  «Parade of the Wooden Soldiers» представлялся и в 1943 году (кем?)[21]
8. ↑  Сайт Imdb называет этот фильм Camille (II)[25]
9. ↑  Examines the life and work of the American artist, from his childhood in Missouri, to the height of his popularity in the 1920s, to his decadent life and early death[31]